# Anthrenus pulchellus
Anthrenus pulchellus là một loài bọ cánh cứng trong họ Dermestidae. Loài này được Gestro miêu tả khoa học năm 1889.